# Feministička teologija
Feministička teologija je pokret koji se nalazi u nekoliko religija, uključujući budizam, hinduizam, sikhizam, neopaganizam, baháʼí vjeru, kršćanstvo, judaizam, islam, kako bi se preispitale tradicije, prakse, sveti tekstovi i teologije s gledišta feminizma. Neki od ciljeva feminističke teologije uključuju povećanje uloge žena među svećenstvom i vjerskim autoritetima, reinterpretaciju patrijarhalnih slika i jezika o Bogu, proučavanje slika žena u religijama i matrijarhalnih religija.

## Feminizam u abrahamskim religijama

### Židovstvo
Židovski feminizam pokret je koji nastoji unaprijediti vjerski, politički i društveni status židovskih žena. Feministički pokreti, s različitim pristupima, otvorili su se unutar velike većine denominacija židovstva. U židovskoj zajednici postoje različiti pristupi i inačice feminističke teologije.
Neke od teologija promiču ideju važnosti ženske slike Boga unutar siddura (molitvenika) obreda. Suprotstavljaju se muškim rabinskim učenjima koja naglašavaju Boga kao muškarca s isključivo muškim osobinama.
Stavovi židovskog feminizma kontroverzni su čak i u nekim liberalnim židovskim denominacijama. Ipak, pojedini molitvenici sve više izbjegavaju riječi i zamjenice u muškome rodu, nastojeći odlike Boga iskazati u rodno neutralnom jeziku. Primjeri ove prakse su Siddur Lev Chadash (1995.) liberalnog pokreta Ujedinjenog Kraljevstva te Oblici molitve Reformiranog pokreta Ujedinjenog Kraljevstva (2008.).  U Mishkan T'filah, američkom reformiranom židovskom molitveniku objavljenom 2007. godine, uklonjene su zamjenice "On” za Boga, a kad god se imenuju židovski patrijarsi (Abraham, Izak i Jakov), imenuju i matrijarhinje (Sara, Rebeka, Rahela i Lea). Godine 2015. objavljen je reformirani židovski molitvenik velikih svetih dana Mishkan HaNefesh; kao pratilac Mishkanu T'filahu koji uključuje inačicu molitve Velikih Svetih dana Avinu Malkeinu koja se odnosi na Boga kao "Oca koji voli" i "Suosjećajnu majku".
Godine 2003. objavljena je Žensko lice Boga u Auschwitzu: židovska feministička teologija holokausta, prva cjelovita feministička teologija holokausta, koju je napisala Melissa Raphael. Knjiige Judith Plaskow, Ponovo stojimo na Sinaju: Judaizam iz feminističke perspektive (1991.), i Rachel Adler, Rađanje judaizma: uključiva teologija i etika (1999.) jedina su dva cjelovita židovska feministička djela koja se u potpunosti usredotočuju na opću teologiju (a ne na pojedine aspekte kao što je teologija holokausta.) Ovo djela feminističke teologije također kontekstualiziraju druge ciljeve pokreta, poput preoblikovanja povijesnih tekstova i načina na koji se oni podučavaju. 

### Kršćanstvo
Kršćanski feminizam je aspekt feminističke teologije koji nastoji razumjeti, ostvariti i unaprijediti jednakost žena u moralnom, društvenom, duhovnom i upravljačkom aspektu s feminističkoga gledišta. Kršćanske feministkinje tvrde da je doprinos žena u ovom smislu nužan za potpuno razumijevanje kršćanstva.
Ove teologinje vjeruju da Bog ne diskriminira na temelju bioloških obilježja osobe, kao što su spol ili rasa. Glavni problemi kršćanskog feminizma uključuju zaređenje žena, ulogu muškaraca u braku, priznavanje jednakih duhovnih i moralnih sposobnosti, pitanja ženske spolnosti i potragu za ženskim ili rodno transcendentnim božanskim. Kršćanske feministkinje često se oslanjaju na učenja više povijesnih tekstova koji potvrđuju da se feminizam ne protivi kršćanstvu, već da je oduvijek postojao u njegovim tekstovima.
Kršćanska feministička teologija dosljedno je kritizirana jer je ponajprije usmjerena na nebijele žene.[nedostaje izvor] To je rezultiralo razvojem pokreta nebijelih žena, poput womanist teologije s fokusom na afroameričke žene, azijske feminističke teologije i mujerista teologije usmjerene latinoameričkim ženama.[nedostaje izvor]
Izraz kršćanski egalitarizam ponekad preferiraju oni koji zagovaraju rodnu ravnopravnost i jednakost među kršćanima, no ne žele se povezivati s feminističkim pokretom.
Neki zagovornici teologije oslobođenja Boga oslovljavaju zamjenicom "ona".

### Islam
Islamski feminizam oblik je feminizma koji se bavi ulogom žene u islamu. Cilj mu je potpuna ravnopravnost svih muslimana u javnom i privatnom životu bez obzira na spol. Islamske feministkinje zagovaraju ženska prava, ravnopravnost spolova i društvenu pravdu utemeljenu na islamu. iako je ukorijenjen u islamu, pionirke pokreta također su koristile sekularne i nemuslimanske feminističke diskurse i prepoznale ulogu islamskog feminizma kao dijela integriranog svesvjetskog feminističkog pokreta. Zagovornice pokreta nastoje istaknuti učenja o jednakosti u Kur'anu i potaknuti preispitivanje patrijarhalnog tumačenja islamskog učenja kroz Kur'an, hadis (Muhammedove izreke) i šerijatsko pravo. To rade zagovaranjem ženske autonomije u skladu sa smjernicama Kur'ana. Feministička teologija i Islam također se koriste za jačanje duhovne povezanosti žena u islamu koje su prošle teške traume i za promicanje ženskih prava. Knjiga Fatime Mernissi, Zaboravljene kraljice islama, ključni je djelo islamske feminističke teologije.
Ostale teologinje koje valja spomenuti su Riffat Hassan, Amina Wadud i Asma Barlas. Ove teologije usmjerene su obrazovanju, preoblikovanju religije, postavljanju temelja za mir i unapređenje ženskih prava u zakonodavstvu i društvu.